# Oak Alley Plantation

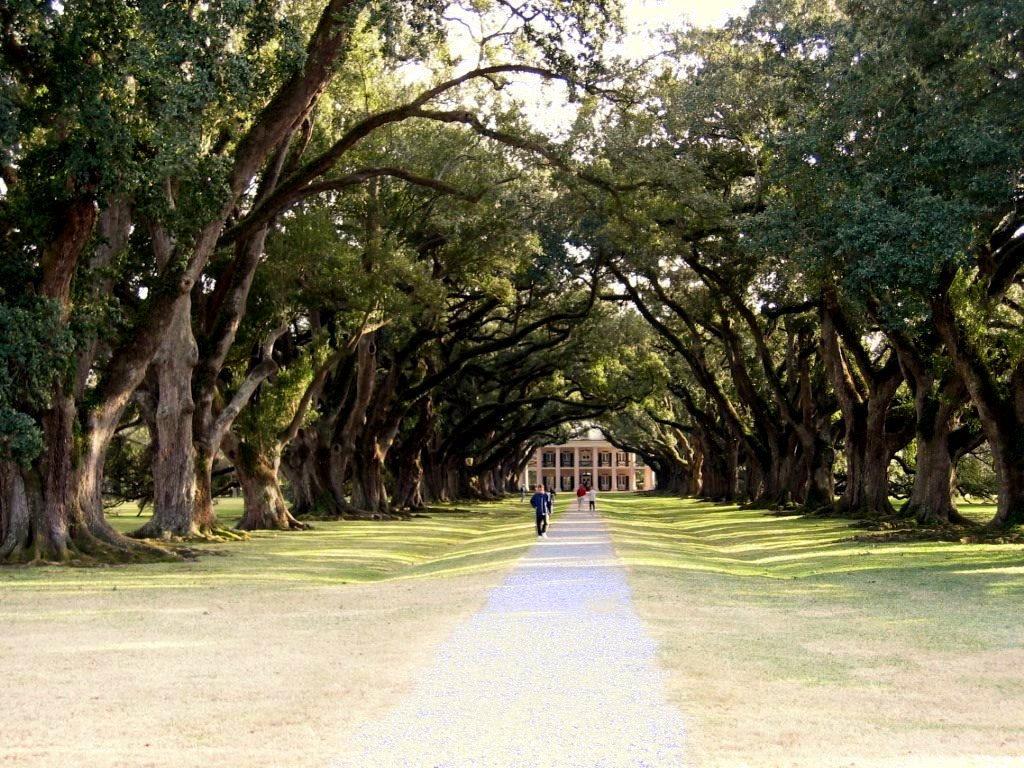
Oak Alley

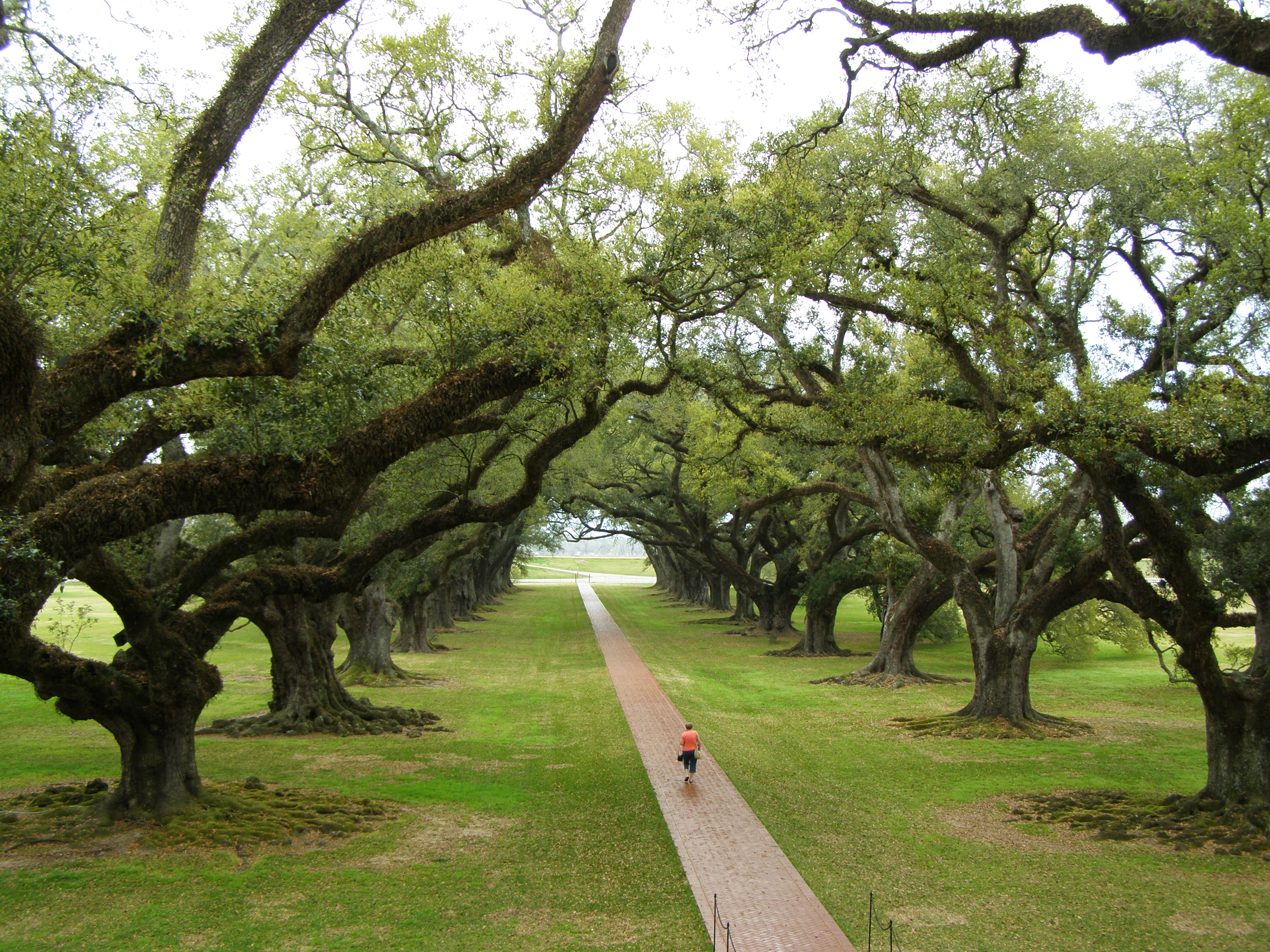
Oak Alley

Oak Alley Plantation is een plantagehuis in St. James Parish in de Amerikaanse staat Louisiana. Het ligt ten westen van North Vacherie. De plantage dankt zijn naam aan een 240 meter lang pad dat van het huis naar de Mississippi leidt en aan beide zijden omgeven is door grote eikenbomen. Deze bomen zijn in het begin van de 18e eeuw geplant en ouder dan het huidige landhuis.
Het landgoed staat op de lijst van het National Register of Historic Places. Op een deel van het 455 hectare grote terrein wordt nog steeds suiker verbouwd.

## Geschiedenis
Het huis werd gebouwd in de periode 1837 - 1839 in opdracht van Jacques Telesphore Roman, de eigenaar van de betreffende suikerplantage. Het werd waarschijnlijk ontworpen door zijn schoonvader, de Roemeense architect Joseph Pilie. Destijds droeg het nog de naam Bon Séjour.
Het landhuis werd zwaar beschadigd tijdens de Amerikaanse Burgeroorlog en daarna in 1866 op een veiling verkocht en weer gerestaureerd. In 1925 kwam het landgoed in het bezit van een echtpaar genaamd Stewart. Zij lieten het landhuis, wat in slechte staat verkeerde, grondig renoveren. Na hun dood kwam het onder beheer van een stichting die er een museum van maakte.

## Bouwwerk
Het landhuis is een typisch voorbeeld van een Frans-Caraïbisch plantagehuis. Het is een vierkant gebouw met rondom een zuilengalerij met Dorische zuilen. Het heeft een centrale hal van twee verdiepingen die het gehele pand van voor naar achter doorkruist. De Oak Valley Plantation kan gezien worden als een voorbeeld van de Antebellum-architectuur van het Amerikaanse zuiden.

## De plantage in films
De Oak Alley Plantation heeft als decor gediend voor een aantal films, waaronder:
- Interview with the Vampire: The Vampire Chronicles
- Stay Alive
- Midnight Bayou